# Figli delle stelle/E tu mi porti via
Figli delle stelle/E tu mi porti via è un singolo di Alan Sorrenti, pubblicato nel 1977.

## Tracce
1. Figli delle stelle
2. E tu mi porti via

## I brani
Figli delle stelle
Il brano è una canzone pop-disco scritta ed interpretata da Alan Sorrenti e prodotta da Phil Ramone, estratta come singolo dall'album omonimo del 1977.
La canzone è uno dei pochi esempi di musica disco italiana effettivamente cantata in lingua italiana, dato che i gruppi italiani di genere cantavano solitamente in lingua inglese.
Il singolo ebbe un buon successo commerciale in Italia, riuscendo a scalzare dalla prima posizione dei dischi più venduti Un'emozione da poco di Anna Oxa e rimanendo in vetta per una settimana, prima di lasciare il posto a Stayin' Alive dei Bee Gees. In totale il disco rimase nella top ten per sedici settimane consecutive, e risultò essere l'ottavo singolo più venduto dell'anno.

### Cover
- 1988 - Giorgia Morandi in inglese con il titolo Children of the Sky, testo di Maurizio Bettelli (Flea Records – FL 8402); compilation Mix Busters Disco Dance '88-Volume 2 (Non Stop Hot Shot Mix) (Friends Records – 690.018-1), pubblicata nei Paesi Bassi
- 1993 - eseguita all'interno della trasmissione televisiva Non è la RAI da Virginia "Wolf" Presciutti, successivamente inserita nella compilation Non è la Rai sTREnna.
- 2021 - Mario Venuti singolo (Puntoeacapo – 17/2021); album Tropitalia (Puntoeacapo – 19/21)

## Classifiche
| Classifica (1975) | Posizione massima |
| ----------------- | ----------------- |
| Italia            | 1                 |

## Diffusione
- Nel 2008 il brano è stato utilizzato come colonna sonora del terzo episodio di Romanzo criminale - La serie.
- Nel 2010, seguendo l'ormai classica procedura di scegliere il titolo del film da quello di un brano musicale, il regista Lucio Pellegrini dirige il film Figli delle stelle con Pierfrancesco Favino e Giuseppe Battiston.